# Sama przeciw wszystkim
Sama przeciw wszystkim (ang. Miss Sloane) – amerykańsko-francuski thriller polityczny z 2016 roku w reżyserii Johna Maddena, wyprodukowany przez wytwórnię EuropaCorp. Główną rolę w filmie zagrała Jessica Chastain.
Zdjęcia kręcono w Toronto. Premiera filmu odbyła się 11 listopada 2016 podczas festiwalu filmowego AFI Fest, a dwa tygodnie później 25 listopada 2016 w Stanach Zjednoczonych. W Polsce premiera filmu odbyła się 2 czerwca 2017.

## Opis fabuły
Film opisuje historię lobbystki Elizabeth Sloane (Jessica Chastain), kobiety mieszkającej w Waszyngtonie. Będąc w świecie wielkiej polityki, korupcji i szantażu czuje się jak ryba w wodzie. Pod wpływem osobistych doświadczeń zwraca się jednak przeciwko dotychczasowym pracodawcom i wypowiada wojnę firmom zbrojeniowym. Decyzja Elizabeth wywołuje burzę nie tylko wśród jej kolegów, ale też w Senacie, którego członkowie mają głosować nad ustawą o prawie do posiadania broni.

## Obsada
- Jessica Chastain jako Elizabeth Sloane
- Mark Strong jako Rodolfo Schmidt
- Gugu Mbatha-Raw jako Esme Manucharian
- Alison Pill jako Jane Molloy
- Michael Stuhlbarg jako Pat Connors
- Jake Lacy jako Forde
- Sam Waterston jako George Dupont
- John Lithgow jako senator Ronald M. Sperling
- David Wilson Barnes jako Daniel Posner
- Raoul Bhaneja jako R.M. Dutton
- Chuck Shamata jako Bob Sanford
- Douglas Smith jako Alex
- Meghann Fahy jako Clara Thomson
- Grace Lynn Kung jako Lauren
- Al Mukadam jako Ross

i inni.

## Odbiór

### Krytyka w mediach
Film Sama przeciw wszystkim spotkał się z pozytywnymi recenzjami od krytyków. W serwisie Rotten Tomatoes średnia ocen filmu wyniosła 71% ze średnią oceną 6,5 na 10. Na portalu Metacritic średnia ocen wyniosła 63 punktów na 100.

## Nagrody i nominacje
| Rok  | Miejsce                                | Nagroda    | Kategoria                    | Odbiorcy i nominowani | Wynik     |
| ---- | -------------------------------------- | ---------- | ---------------------------- | --------------------- | --------- |
| 2017 | 74. ceremonia wręczenia Złotych Globów | Złoty Glob | Najlepsza aktorka w dramacie | Jessica Chastain      | Nominacja |